# The Slim Shady LP
The Slim Shady LP — второй студийный альбом американского рэпера Эминема, выпущенный 23 февраля 1999 года лейблами Aftermath Entertainment и Interscope Records. Пластинка записана в Ферндейле, штат Мичиган, и спродюсирована Dr. Dre и братьями Басс.
Бо́льшая часть альбома написана от лица альтер эго Эминема — Слим Шейди (англ. Slim Shady), появившегося в мини-альбоме 1997 года Slim Shady EP. За счёт этого большинство песен сделаны в жанре хорроркор и содержат карикатурные изображения насилия и обильное использование ненормативной лексики; сам Эминем говорил о схожести The Slim Shady LP с фильмами ужасов, поскольку и они, и его песни предназначены исключительно для развлечения. Однако в альбоме присутствуют и песни, в которых Маршалл рассказывает о своей бедности и выражает своё разочарование жизнью.
The Slim Shady LP дебютировал на втором месте американского чарта Billboard 200 и на первом Top R&B/Hip-Hop Albums. Альбом был успешен с коммерческой точки зрения и получил признание со стороны музыкальных журналистов, хваливших его уникальную лирическую составляющую с добавлением чёрного юмора и эксцентричности. Ведущий сингл пластинки, «My Name Is», стал для Эминема первым в карьере, попавшим в Billboard Hot 100. В следующем году альбом выиграл премию «Грэмми» в номинации «Лучший рэп-альбом», а его главный сингл — в категории «Лучшее сольное рэп-исполнение»; RIAA сертифицировала The Slim Shady LP как «пятикратно платиновую» запись.
Альбом превратил Эминема из андеграундного рэпера во всемирно известную знаменитость. Однако после выхода The Slim Shady LP его автор также стал весьма спорной фигурой из-за своих текстов откровенного характера, которые характеризовались как «женоненавистнические» и оказывающие негативное влияние на американскую молодёжь. Несмотря на споры и скандалы, связанные с альбомом, многие журналы и сайты включили его в списки величайших альбомов всех времён, и он считается одной из лучших работ в карьере Эминема.

## Предыстория
Маршалл Брюс Мэтерс III, более известный под сценическим псевдонимом Эминем, начал читать рэп в 14 лет. В 1996 году он записал дебютный альбом Infinite, который был в том же году выпущен независимым лейблом Web Entertainment, принадлежащим братьям Басс. Infinite оказался полностью провальным в коммерческом плане и был проигнорирован детройтскими радиостанциями. Эминем был сильно этим разочарован, что впоследствии отразилось на его лирике: «После этой записи каждая рифма моего текста становилась всё злее и агрессивнее. Во многом это произошло из-за фидбэка, который я получил. Эти козлы говорили: „Йоу, белый парень, какого хрена ты читаешь рэп? Почему бы тебе не заняться рок-н-роллом?“. Разумеется, вся эта параша начала выводить меня из себя». После выхода Infinite Эминем начал злоупотреблять алкоголем и метадоном и совершил попытку самоубийства.
Разочарование дебютной пластинкой вдохновило андеграундного рэпера на создание альтер эго Слим Шейди — «имя настолько поразило меня, что я сходу придумал слова для рифмовки». Именно это альтер эго помогло ему выйти из депрессии и достичь всемирной известности. Весной 1997 года Эминем записал мини-альбом Slim Shady EP, состоящий из восьми песен. В это время Маршалл, его девушка Кимберли (Ким) Энн Скотт и их новорождённая дочка Хэйли жили в районе с высоким уровнем преступности, где их дом неоднократно подвергался ограблениям. После выселения из дома Эминем отправился в Лос-Анджелес для участия в Rap Olympics — ежегодном общенациональном соревновании по рэп-баттлам, где он занял второе место. На баттле присутствовали сотрудники лейбла Interscope Records, которым Маршалл отдал кассету с мини-альбомом. В конечном счёте кассета дошла до генерального директора лейбла Джимми Айовина и основателя Aftermath Entertainment Dr. Dre, который впоследствии вспоминал: «За всю свою карьеру в музыке я никогда не находил ничего дельного на демо-кассетах или компакт-дисках. Когда Джимми проиграл мне эту запись, я сказал: „Найди его. Сейчас же“». Некоторые призывали Дре не рисковать с подписанием контракта с андеграундным рэпером из-за его цвета кожи, на что хип-хоп продюсер отвечал: «Мне пофиг, пусть хоть фиолетовый. Я буду работать с ним».

## Запись и продюсирование
The Slim Shady LP была записана в студии Studio 8, находящейся на улице Eight Mile Road в Ферндейле, штат Мичиган. Эминем, который боготворил Dr. Dre с тех пор, как в подростковом возрасте слушал его в составе группы N.W.A, признавался, что поначалу нервничал при совместной работе с ним над альбомом: «Я не хотел быть поражённым звёздами или слишком сильно целовать его задницу… Я всего лишь маленький белый мальчик из Детройта. Я никогда не видел звёзд, не говоря уже о Dr. Dre». После очень продуктивных сессий записи Эминему стало более комфортно работать с продюсером. Процесс записи с Дре проходил так: сначала продюсер создавал бит, а Эминем зачитывал фристайл, используя мелодию как шаблон к тексту. «Для каждого бита, который он делал, у меня была своя рифма», — вспоминал Эминем. «Каждый раз, когда я принимался писать текст к песням, все мысли были такими: „Пошёл ты, нафиг всё это, пошли они, пошёл к чертям этот мир, пошли все, кто думает. Пошли они все к чёрту“». В первый день записи альбома Маршалл и Дре записали «My Name Is» уже через час, а также записали ещё три песни, включая второй сингл «Role Model». По словам Марка Басса, мейджор-лейбл выделил на запись The Slim Shady LP бюджет в 350 тысяч долларов. Братья Басс не хотели брать какие-либо семплы других композиций, так как на их использование могло уйти много времени и денег, — вместо этого они использовали исключительно «живые инструменты», чтобы воспроизвести необходимые семплы со старых записей.
В The Slim Shady LP включены песни, которые были ещё на Slim Shady EP. Так, «’97 Bonnie & Clyde», ранее именовавшаяся «Just The Two of Us», была перезаписана для лонгплея с добавлением вокала дочки Эминема, Хэйли. Поскольку в песне Эминем со своей маленькой дочкой избавляется от трупа своей девушки, ему было очень неудобно говорить Ким об участии дочки в записи — вместо этого он соврал ей, что везёт Хэйли в кафе Chuck E. Cheese’s. Впоследствии рэпер говорил, что когда Ким узнала о лжи музыканта, «она взорвалась» — «когда я поставил ей эту песню, она свалила к чертям». Помимо этого, рэпер также сказал, что, когда Хэйли повзрослеет, он объяснит ей этот трек и даст знать, что «мама и папа в те времена не ладили». Изначально для участия в записи этой песни Эминем приглашал Мэрилина Мэнсона, однако рок-певец отказался, посчитав её «слишком женоненавистнической». Третий куплет песни «Guilty Conscience» содержит юмористическую отсылку к случаю, когда Dr. Dre напал на Ди Барнса. Зная Дре лишь в течение нескольких дней с момента подписания на крупный лейбл, Эминем опасался его реакции на упоминание этого события — однако, когда тот услышал текст песни, он «упал со стула от смеха».
В ските «Ken Kaniff» участвовал детройтский рэпер Аристотель, бывший друг Эминема. После ссоры между рэперами, случившейся в период подъёма карьеры Эминема, Маршалл «забрал» этого персонажа с собой, и впоследствии именно он «играл» его в своих будущих альбомах вплоть до The Marshall Mathers LP 2. В ещё одном ските альбома, «Bitch», Зои Уинклер, дочка актёра Генри Уинклера, посылает сообщение своей подруге, в котором выражает своё отвращение к текстам Эминема. Ради разрешения на использование 20-секундной записи для The Slim Shady LP, рэпер лично встретился и поужинал с ней. В процессе микширования лонгплея музыкант также попросил Кид Рока записать скретч для песни «My Fault».
Основными продюсерами пластинки выступили Dr. Dre и братья Басс, сам Эминем выступал как сопродюсер. Биты к альбому журнал Rolling Stone сравнивал с хип-хопом Западного побережья и джи-фанком. Кайл Андерсон из MTV писал, что «музыка полна тяжёлых басовых галлюцинаций и создаёт огромные, пугающие песочницы». По словам редакции IGN, «’97 Bonnie & Clyde» подкреплена «убаюкивающей, безмятежной, супершелковистой мелодией». «Cum on Everybody», записанная при участии американской певицы Дины Рей, имеет «бодрый танцевальный ритм». «My Name Is» семплирует песню британского музыканта Лаби Сиффре «I Got The» и сыграна на клавишных в «психоделическом» стиле. Трек записан в тональности фа мажор с темпом в 91 удар в минуту. «I’m Shady» изначально была записана поверх неуказанного трека группы Sade, однако, услышав «Pusherman» Кёртиса Мэйфилда и «I’m Your Pusher» Ice-T, Эминем решил записать песню с использованием «Pusherman».
Вокал Эминема в альбоме описывали как «гнусавый скулёж»; Джон Парелес из The New York Times сравнил его «спокойно-саркастическое выступление» с «ранними Beastie Boys». В статье газеты Chicago Tribune обозреватель Грег Кот сравнил вокал рэпера с «Пи-ви Германом и его гнусавым среднезападным акцентом». Перед композицией «My Fault» звучит скит «Lounge», записанный Эминемом и братьями Басс, в котором они поют отрывок последующей песни, но в стиле «крысиной стаи». Джефф Басс придумал строчку «I never meant to give you mushrooms» исключительно для скита, но Эминему она настолько понравилась, что тот на её основе написал «My Fault».

## Музыка и тематика текстов
Большинство песен с The Slim Shady LP написаны от лица альтер эго Эминема Слим Шейди и содержат карикатурные сцены насилия, которые он называл «выдуманными историями, придуманными в трейлерном парке». Рэпер пояснял, что его музыка предназначена исключительно для развлечения, и сравнивал её с фильмами ужасов: «Почему люди не понимают, что мои песни похожи на фильмы? Единственная разница между моим рэпом и кино заключается лишь в том, что он не на экране». В некоторых текстах песен преобладает мизогиния, что музыкант объяснял тем, что у него с женщинами довольно «солоноватые» отношения, поэтому, когда он говорит о них «всякое дерьмо» и называет их «сучками» и «шлюхами», на деле он не испытывает какой-либо ненависти к противоположному полу. Несмотря на обилие ненормативной лексики, Эминем ни разу за весь альбом не произносит слова «nigga» — по его собственному признанию, такого слова в его лексиконе нет. The Slim Shady LP начинается со вступления «Public Service Announcement», в котором Джефф Басс и Эминем в своей саркастической манере предупреждают об откровенном содержании пластинки, а также о том, что авторы не несут ответственность за все оскорбления и унижения. После трёх песен звучит скит «Paul», в котором менеджер Эминема Пол Розенберг просит музыканта «смягчить» свои тексты.
«Guilty Conscience» — песня, записанная при участии Dr. Dre, рассказывает три истории с разными жизненными ситуациями. Эминем и Дре в этой песне являются эдакими «демоном» и «ангелом» совести соответственно. Сингл вдохновлён сценкой из комедийного фильма 1978 года «Зверинец», в котором один из героев советуется с маленькими ангелом и демоном на плечах перед изнасилованием девушки, находящейся в бессознательном состоянии на вечеринке. Но если в фильме персонаж отказывается от изнасилования, то в «Guilty Conscience» исход подобной истории неизвестен. В «My Fault» Эминем рассказывает историю про девушку, совершившую передозировку наркотическими грибами на рейве. «’97 Bonnie & Clyde» — история, в которой Эминем со своей дочерью избавляется от трупа своей девушки. Песня является эпилогом к будущей «Kim» из The Marshall Mathers LP. Рэпер её написал в то время, когда он думал, что Ким всячески мешает ему видеться с Хэйли. Стивен Томас Эрлевайн из AllMusic писал, что изначально в альбоме «было больше песен, но куда более „возмущающих“, и это не из-за того, что они описывают, а из-за того, как он это описывает, ведь идеально подобранная фраза только усиливает ужас и чёрный юмор его текстов». В «Brain Damage» Эминем рассказывает о своих трудных школьных буднях и во втором куплете в утрированном ключе вспоминает инцидент, в котором местный задира жестоко избил будущего рэпера, из-за чего Маршалл получил тяжёлое сотрясение мозга. В «Just Don’t Give a Fuck» артист завуалировано заявляет, что превосходит всех белых рэперов, в частности Эверласта, Ваниллу Айса и Miilkbone.
Несмотря на юмористическую составляющую большинства песен, в альбоме присутствуют треки, в которых Маршалл рассказывает о своей бедности и разочаровании жизнью. Обсуждая лонгплей, Энтони Бозза из Rolling Stone писал: «Эминем, вероятно, единственный рэпер, у которого столь низкая самооценка. Его потрясающе извращённые рифмы свидетельствуют о жизни с малюсенькой зарплатой, лишённой надежды и переполненной яростью». На написание драматической баллады «Rock Bottom» Эминема вдохновило увольнение с работы повара в местном ресторанчике за несколько дней до дня рождения его дочери. Эта песня рассказывает о зависимости людей от денег, которые способны промыть мозги, и иллюстрирует настоящую борьбу музыканта за нормальное обеспечение Хэйли. «If I Had» также повествует о бедности исполнителя, но здесь Эминем постоянно говорит о том, «что он устал от жизни и работы за 5,50 долларов в час». Помимо этого, в песне Маршалл выражает своё раздражение стереотипом, что белые люди в рэпе — «отродье».

## Отзывы критиков
| Оценки критиков               | Оценки критиков |
| Источник                      | Оценка          |
| ----------------------------- | --------------- |
| AllMusic                      | [ 16 ]          |
| Chicago Sun-Times             | [ 37 ]          |
| Christgau's Consumer Guide    | A−              |
| Entertainment Weekly          | C+              |
| Los Angeles Times             | [ 40 ]          |
| Melody Maker                  | [ 41 ]          |
| NME                           | 6/10            |
| RapReviews                    | 7,5/10          |
| Rolling Stone                 | [ 17 ]          |
| The Rolling Stone Album Guide | [ 44 ]          |
| Spin                          | 8/10            |

Альбом получил признание со стороны музыкальных критиков. Старший редактор сайта AllMusic Стивен Томас Эрлевайн поставил The Slim Shady LP пять звёзд из пяти, высоко оценив «обширный словарный запас и живое воображение музыканта» и добавив, что «даже годы спустя, когда шок от альбома стих, его лирические навыки и тонкое владение музыкой всё ещё находят отклик, и именно это делает The Slim Shady LP одним из величайших дебютов как в хип-хопе, так и в современной поп-музыке». Дэвид Браун из Entertainment Weekly описал «непримиримую возмутительность» альбома как реакцию на «душевный позитив» осознанного хип-хопа, отметив, что пластинка «знаменует возвращение непочтительности и мудрое отношение к жанру, слышимое на протяжении всего альбома в этом безостановочном потоке грубых, но смешных рифм». Критик подытожил, что даже поклонники поп-музыки, омертвевшие от графических текстов, скорее всего, вздрогнут от пластинки. Сорен Бейкер из Los Angeles Times присвоил лонгплею три с половиной балла из четырёх — «Он ничего не боится говорить. Даже убийство выглядит как забавный поступок, с помощью которого он может скоротать время». В то же время в качестве минусов критик отметил «иногда плоское продюсирование песен», которое порой лишает силы словесный хаос музыканта.
Многие рецензенты выделяли лирическую часть пластинки. Гилберт Родман из Popular Communications утверждал: «Музыка Эминема содержит большое количество гомофобных и женоненавистнических текстов, но простое сведение их к музыке не помогает понять Эминема. Это просто вызывает банальность или звуковой шок». Роб Шеффилд из Rolling Stone писал, что наслаждался комедийным тоном некоторых песен, отмечая, что «Эминем заставит тебя смеяться до упаду», но также признавал, что мизогинистические тексты со временем становятся утомительными — «шутки об убийстве жены в „’97 Bonnie & Clyde“ ничуть не смешнее, чем песни Гарта Брукса, а „My Fault“ словно взята из какого-то альбома Bloodhound Gang». Нейтан Рабин из The A.V. Club посчитал, что несмотря на то, что альбом временами звучит «вторично», «сюрреалистический, ультралевый и трейлерный трэш/постгангста-рэп-экстремизм Эминема — это глоток свежего воздуха в мире рэпа, в котором отчаянно мало новых идей». Майк Рубин из Spin отмечал, что несмотря на то, что «его истории порой настолько притянуты за уши», песни никогда не звучат так омерзительно, каковы они есть на деле. Крис Дефо из The Globe and Mail высказал мнение, что «подвергаемый насилию со стороны сокурсников и учителей, обманутый своей девушкой и презираемый обществом Шейди сейчас переходит все границы, даже слишком, а бережливое продюсирование Dr. Dre со странным голосом и комическое составляющее альбома скрепляет всё воедино». Рецензируя альбом в 1999 году, Роберт Кристгау из The Village Voice назвал лонгплей «платиновой звездой» уровня cause célèbre — по его словам, несмотря на то, что к концу альбома Эминем поддаётся «скучной сенсационности», он показал, что является «бо́льшим комическим гением, чем любой поп-музыкант со времён Лаудона Уэйнрайта III».

## Награды и признание
На 42-й церемонии вручения премии «Грэмми» в 2000 году пластинка победила в двух номинациях — «Лучший рэп-альбом» и «Лучшее сольное рэп-исполнение», в последней категории победу завоевал ведущий сингл The Slim Shady LP «My Name Is». В этом же году на Detroit Music Awards пластинка стала лауреатом в категории «Выдающийся национальный альбом». Редакция журнала Rolling Stone в 2012 году изначально ставила лонгплей на 275-е место своего списка «500 величайших альбомов всех времён», но в 2020 году опустила его на 352-ю позицию; этот же журнал ставил его на 33-е место «100 лучших альбомов 90-х» и на 85-е списка «200 величайших рэп-альбомов всех времён». Журнал NME также поставил его на 248-ю строчку своего идентичного списка величайших альбомов, несмотря на нейтральную рецензию. Альбом фигурирует в альманахе «Тысяча и один музыкальный альбом, который стоит прослушать, прежде чем вы умрёте». В 2002 году ныне закрытый журнал Blender включал его на 49-е место своей сотни величайших американских альбомов всех времён. Скит «Ken Kaniff» занял 15-е место топа «50 величайших скитов хип-хопа», составленного Complex; этот топ также замкнули одновременно предупреждения «Public Service Announcement» и «Public Service Announcement 2000» из последующего The Marshall Mathers LP. Complex также расположил The Slim Shady LP на третьем месте своего списка лучших альбомов в карьере Эминема — впереди него были только The Marshall Mathers LP и The Eminem Show. Редакция Spin включила пластинку в свой список «300 лучших альбомов за последние 30 лет». В 2015 году альбом попал на 76-е место топа «100 лучших хип-хоп альбомов всех времён», составленного редакцией About.com. В 2021 году Роберт Кристгау назвал The Slim Shady LP одним из лучших альбомов 90-х годов.
Что касается песен, то сингл «My Name Is» телеканал VH1 ставил на 26-е место в списке «100 величайших песен 90-х», журнал Q включал его в свой альманах «Тысяча и одна лучшая песня, когда-либо созданная», а Rolling Stone помещал трек на 39-ю позицию «100 лучших хип-хоп песен всех времён». Газета The Guardian включила сразу несколько песен из The Slim Shady LP в свой список «30 лучших песен Эминема» — «Brain Damage», «Role Model», «If I Had», «Guilty Conscience» и «My Name Is». Rolling Stone также составила идентичный расширенный топ, куда добавила «My Name Is», «Just Don’t Give a Fuck», «Get You Mad», «Guilty Conscience», «Role Model», «’97 Bonnie & Clyde», «Brain Damage», «If I Had» и «My Fault».

## Коммерческий успех
Спустя неделю после выхода альбома, тираж проданных копий составил 283 тысяч, за счёт чего пластинка попала на второе место чарта Billboard 200, уступив FanMail группы TLC. После этого The Slim Shady LP оставался в чарте около 100 недель. Одновременно с этим работа Эминема возглавила чарт R&B/Hip-Hop Albums и продержалась в нём 92 недели. Уже в апреле американская ассоциация звукозаписывающих компаний сертифицировала альбом как «платиновый» за достижение отметки в миллион проданных копий. К 15 ноября следующего года The Slim Shady LP уже был сертифицирован как «четырёхкратно платиновый». Ведущий сингл альбома «My Name Is» достиг 36-го места в Billboard Hot 100 и оставался там десять недель; для Эминема это был первый сингл, попавший в данный чарт. В R&B/Hip-Hop Songs песня заняла 18-е место, 29-е в Pop Songs и 37-е в Alternative Songs. Третий сингл «Guilty Conscience» достиг 56-й строчки в R&B/Hip-Hop Songs, а «Just Don’t Give a Fuck» — 62-й позиции.
К ноябрю 2013 года общее число продаж в США составляло 5,4 миллиона. В канадском чарте Canadian Albums Chart альбом достиг девятого места и в дальнейшем остался в нём на двенадцать недель. Кроме того, ассоциация Music Canada присвоила лонгплею «трижды платиновый» сертификат за достижение отметки в 200 тысяч проданных копий. В Великобритании The Slim Shady LP также сертифицирован как «дважды платиновый» — там он замкнул десятку чарта UK Albums Chart и оставался в нём 114 недель кряду. В Австралии пластинка заняла 49-е место местного чарта и получила «платиновый» сертификат. В Нидерландах и Новой Зеландии The Slim Shady LP достиг 20-го и 23-го места и получил «золотой» и «платиновый» сертификат соответственно. По состоянию на 2016 год, общемировое число продаж записи составляет 18 миллионов копий.

## Последующие события

### Наследие
Благодаря The Slim Shady LP Эминем превратился из андеграундного рэпера во всемирно известную знаменитость. На волне успеха альбома мейджор-лейбл Interscope создал для Эминема собственный звукозаписывающий лейбл Shady Records — первым артистом, с которым музыкант подписал контракт под эгидой своего лейбла, был рэпер и его лучший друг Proof. Если раньше Маршалл изо всех сил пытался хоть как-то прокормить свою дочь, то теперь его образ жизни резко изменился: «На прошлое Рождество под нашей ёлкой так много грёбанных подарков… Моя дочь родилась не с серебряной ложкой во рту, но теперь она у неё есть. Я просто не могу удержаться от соблазна побаловать её ещё».
Для продвижения записи Эминем отправился в большое турне. Он присоединился к Vans Warped Tour в самую последнюю минуту, заменив группу Cypress Hill, — тур шёл по 31 североамериканским городам с 25 июня по 31 июля, от Сан-Антонио до Майами. Рэпер выступал в дневное время, а ночью ехал исполнять песни в хип-хоп клубах. Ближе к концу Warped Tour, во время выступления в Хартфорде, музыкант поскользнулся на луже и упал со сцены высотой десять футов, сломав себе несколько рёбер. Он вспоминал, что поначалу испытывал стресс от новообретённой славы и употреблял алкоголь в больших количествах: «Я знал, что должен был притормозить это всё. Падение было напоминанием». Однако после медицинской помощи Эминему стало несколько лучше, и уже на следующий день он отправился в Нью-Йорк для выступления на Total Request Live.
Несмотря на приобретённую всемирную славу, Маршалл также стал весьма одиозной личностью из-за своих текстов откровенного характера. После выхода The Slim Shady LP рэпера неоднократно называли «женоненавистником, нигилистом и сторонником домашнего насилия», а главный редактор Billboard Тимоти Уайт обвинил Маршалла в том, что «он зарабатывает деньги на страданиях мира». По некоторым данным, во время радиоинтервью в Сан-Франциско артист настолько сильно разозлил местную женщину-ди-джея Sista Tamu своим фристайлом о «пощёчине беременной сучке», что та прямо в эфире сломала диск с The Slim Shady LP. В свою защиту Эминем говорил, что его альбом — не для несовершеннолетних детей, и что на его обложке есть дисклеймер. Он также добавлял, что не несёт ответственность за каждого ребёнка, не является образцом для подражания и никогда не претендовал на это.

### Судебные иски
17 сентября 1999 года мать Эминема, Дебора Нельсон, подала на своего сына судебный иск на 10 миллионов долларов за клеветнические высказывания в её адрес в «My Name Is», связанные с употреблением наркотиков. Спустя два года ей присудили 25 тысяч долларов, из которых она получила 1600 в качестве компенсации за моральный ущерб. Сам артист не был удивлён тем фактом, что его мама подала на него в суд, назвав её «королевой судебных разбирательств» и добавив, что «именно так она зарабатывает себе деньги». «Когда мне было пять лет, она работала кассиром в магазине, где продавали чипсы и газировку. Но я не помню, чтобы она ходила на работу хотя бы раз в своей жизни» — вспоминал Эминем. Позже она подала на Эминема ещё один иск за моральный ущерб, понесённый во время первого судебного разбирательства, который отклонили.
В декабре 2001 года мусорщик Д’Анджело Бэйли из Розвилла (штат Мичиган), ставший героем композиции «Brain Damage», подал иск на один миллион долларов против артиста за клевету и вторжение в частную жизнь. Адвокат обидчика заявил: «Эминем — белый мужчина, столкнувшийся с критикой в музыкальной индустрии из-за того, что не страдал от трудных обстоятельств в детстве, в результате чего он стал „притворщиком“ в музыке. Музыкант использовал Бэйли, своего афроамериканского одноклассника в школьные года, в качестве пешки в попытках остановить волну негодования». Однако в 1982 году мать Эминема безуспешно пыталась подать в суд на школу, в которой рэпер учился, — она утверждала, что частые нападения сверстников на Маршалла вызывали у будущего исполнителя головные боли и тошноту. Бэйли также признавался, что в школьные годы действительно издевался над будущим музыкантом, добавив, что «только преподал ему урок». В 2003 году судья Дебора Сервитто отклонила иск одноклассника, постановив, что «текст песни, в котором директор школы действовал вместе с Бэйли, а у Эминема весь мозг вывалился из головы», сильно приукрашен. В 2005 году данный приговор стал окончательным, и адвокат мусорщика исключил возможность дальнейшей апелляции.
В сентябре 2003 года 70-летняя вдова Харлин Стейн подала судебный иск против Эминема и Dr. Dre, заявив, что «Guilty Conscience» содержит несанкционированный семпл песни «Go Home Pigs», написанной к фильму «Напрямик» её покойным мужем Рональдом Стейном. Несмотря на то, что в буклете альбома указано использование композиции «Go Home Pigs», Рональд Стейн не указан как один из авторов песни, и какие-либо гонорары за семпл Харлин Стейн не выплачивались. В иске содержались требования о выплате 5 % от розничной суммы 90 % всех продаж пластинки в США и 2 % от суммы 90 % продаж альбома по всему миру. В 2004 году иск был отклонён из-за отсутствия предметной юрисдикции.

### Переиздания
22 января 2001 года вышла специальная версия альбома исключительно на дисках, включающая новый трек, две акапельные песни и видеоклипы к синглам. Весной 2016 года Эминем переиздал свою запись на аудиокассетах с 3D-обложкой, а 23 февраля 2019 года музыкант выпустил расширенную версию к двадцатилетию лонгплея — на этот раз, в неё вошло десять дополнительных песен, в том числе трек «Bad Guys Always Die», являющийся саундтреком к фильму «Дикий, дикий Запад».

## Список композиций
Данные песен приведены согласно Discogs.
| №                   | Название                                                             | Автор(ы)                                | Продюсеры                           | Длительность             |
| ------------------- | -------------------------------------------------------------------- | --------------------------------------- | ----------------------------------- | ------------------------ |
| 1.                  | «Public Service Announcement» (скит) (исполняют Джефф Басс и Эминем) |                                         |                                     | 0:33                     |
| 2.                  | «My Name Is»                                                         | М. Мэтерс, А. Янг                       | Dr. Dre                             | 4:28                     |
| 3.                  | «Guilty Conscience» (при участии Dr. Dre)                            | Мэтерс, Янг                             | Dr. Dre, Эминем (со.)               | 3:19                     |
| 4.                  | «Brain Damage»                                                       | Мэтерс, М. Басс, Д. Басс                | Марк Басс, Джефф Басс, Эминем (со.) | 3:46                     |
| 5.                  | «Paul» (скит) (исполняет Пол Розенберг)                              |                                         |                                     | 0:15                     |
| 6.                  | «If I Had»                                                           | Мэтерс, М. Басс, Д. Басс                | Марк Басс, Джефф Басс, Эминем (со.) | 4:05                     |
| 7.                  | «’97 Bonnie & Clyde»                                                 | Мэтерс, М. Басс, Д. Басс                | Марк Басс, Джефф Басс, Эминем (со.) | 5:16                     |
| 8.                  | «Bitch» (скит) (исполняет Зои Уинклер)                               |                                         |                                     | 0:19                     |
| 9.                  | «Role Model»                                                         | Мэтерс, Янг, М. Бриден                  | Dr. Dre, Mel-Man                    | 3:25                     |
| 10.                 | «Lounge» (скит) (при участии Марка и Джеффа Бассов)                  |                                         |                                     | 0:46                     |
| 11.                 | «My Fault»                                                           | Мэтерс, М. Басс, Д. Басс                | Марк Басс, Джефф Басс, Эминем (со.) | 4:01                     |
| 12.                 | «Ken Kaniff» (скит) (при участии Аристотеля и Марка Басса)           |                                         |                                     | 1:16                     |
| 13.                 | «Cum on Everybody» (при участии Дины Рей)                            | Мэтерс, М. Басс, Д. Басс                | Марк Басс, Джефф Басс, Эминем (со.) | 3:39                     |
| 14.                 | «Rock Bottom»                                                        | Мэтерс, М. Басс, Д. Басс                | Марк Басс, Джефф Басс               | 3:34                     |
| 15.                 | «Just Don’t Give a Fuck»                                             | Мэтерс, М. Басс, Д. Басс                | Марк Басс, Джефф Басс, Эминем (со.) | 4:02                     |
| 16.                 | «Soap» (скит) (исполняют Royce da 5’9" и Джефф Басс)                 |                                         |                                     | 0:34                     |
| 17.                 | «As the World Turns»                                                 | Мэтерс, М. Басс, Д. Басс                | Марк Басс, Джефф Басс, Эминем (со.) | 4:25                     |
| 18.                 | «I’m Shady»                                                          | Мэтерс, М. Басс, Д. Басс                | Марк Басс, Джефф Басс, Эминем (со.) | 3:31                     |
| 19.                 | «Bad Meets Evil» (при участии Royce da 5'9")                         | Мэтерс, Р. Монтгомери, М. Басс, Д. Басс | Марк Басс, Джефф Басс, Эминем (со.) | 4:13                     |
| 20.                 | «Still Don’t Give a Fuck»                                            | Мэтерс, М. Басс, Д. Басс                | Марк Басс, Джефф Басс, Эминем (со.) | 4:12                     |
| Общая длительность: | Общая длительность:                                                  | Общая длительность:                     | Общая длительность:                 | Общая длительность 59:39 |

| №  | Название                             | Автор(ы)  | Продюсер(ы) | Длительность |
| -- | ------------------------------------ | --------- | ----------- | ------------ |
| 1. | «Hazardous Youth» (а капелла)        | М. Мэтерс |             | 0:47         |
| 2. | «Get You Mad»                        | Мэтерс    | King Tech   | 4:21         |
| 3. | «Greg» (а капелла)                   | Мэтерс    |             | 0:53         |
| 4. | «Just Don’t Give A Fuck» (видеоклип) |           |             |              |
| 5. | «My Name Is» (видеоклип)             |           |             |              |
| 6. | «Guilty Conscience» (видеоклип)      |           |             |              |
| 7. | «Role Model» (видеоклип)             |           |             |              |

| №   | Название                                                      | Длительность |
| --- | ------------------------------------------------------------- | ------------ |
| 21. | «Hazardous Youth» (а капелла)                                 | 0:44         |
| 22. | «Get You Mad» (при участии Sway, и King Tech & DJ Revolution) | 4:22         |
| 23. | «Greg» (а капелла)                                            | 0:52         |
| 24. | «Bad Guys Always Die» (при участии Dr. Dre)                   | 4:39         |
| 25. | «Guilty Conscience» (радиоверсия (при участии Dr. Dre))       | 3:19         |
| 26. | «Guilty Conscience» (Instrumental (при участии Dr. Dre))      | 3:20         |
| 27. | «Guilty Conscience» (а капелла (при участии Dr. Dre))         | 3:16         |
| 28. | «My Name Is» (Instrumental)                                   | 4:29         |
| 29. | «Just Don't Give a Fuck» (а капелла)                          | 3:35         |
| 30. | «Just Don't Give a Fuck» (Instrumental)                       | 4:08         |

Список композиций, семплы которых были использованы в ходе работы над альбомом:
- «My Name Is» — семпл из песни «I Got The» Лаби Сиффре
- «Guilty Conscience» — семпл из песни «Go Home Pigs» Рональда Стейна
- «Cum on Everybody» — семпл из песни «Gimme What You Got» группы Pamplemouse
- «Bad Meets Evil» — семпл из заглавной темы к фильму «Хороший, плохой, злой» Эннио Морриконе и «Modaji» Дейва Грусина
- «I’m Shady» — семпл из песни «Pusherman» Кёртиса Мэйфилда
- «Rock Bottom» — семпл из песни «Summertime» Big Brother and the Holding Company
- «If I Had» — семпл из песни «Impeach the President» Роя Хаммонда
- «Just Don’t Give a Fuck» — семпл из симфонии № 9 Антонина Дворжака
- «’97 Bonnie & Clyde» — семпл из «Me and My Girlfriend» Тупака Шакура

## Участники записи
- Эминем — вокал, автор песен, сопродюсер
- Dr. Dre — вокал, автор песен, продюсирование, микширование
- Аристотель — приглашённый исполнитель
- Джефф Басс — вокал, продюсирование, автор песен, продюсирование
- Марк Басс — вокал, автор песен, продюсирование
- Пол Розенберг — приглашённый исполнитель
- Грег Бернс — звукорежиссёр
- Брайан Гарднер — мастеринг
- Ричард Хуредья — звукорежиссёр, микширование
- Аарон Лепли — звукорежиссёр, микширование
- Кристофер Маккантс — съёмки фотографий к альбому
- Мел-Ман — продюсирование, ударные
- Дина Рей — приглашённый исполнитель
- Майкл «Вулф» Ривз — звукорежиссёр
- Royce da 5’9" — приглашённый исполнитель
- Зои Уинклер — приглашённый исполнитель
- Майкл Тайлер — звукорежиссёр, микширование
- Майкл Уайлдер — продюсирование

Авторы приведены согласно буклету альбома The Slim Shady LP.

## Позиции в чартах

### Еженедельные чарты
| Чарт (1999—2000)                                  | Высшая позиция |
| ------------------------------------------------- | -------------- |
| Австралия (ARIA)                                  | 49             |
| Австрия (Ö3 Austria)                              | 12             |
| Бельгия/Фландрия (Ultratop)                       | 46             |
| Бельгия/Фландрия (Ultratop) Special Edition       | 7              |
| Бельгия/Валлония (Ultratop)                       | 157            |
| Бельгия/Валлония (Ultratop) Special Edition       | 27             |
| Канада (Canadian Albums Chart)                    | 9              |
| Нидерланды (Album Top 100)                        | 20             |
| Франция (SNEP)                                    | 52             |
| Германия (Offizielle Top 100)                     | 51             |
| Ирландия (IRMA)                                   | 22             |
| Япония (Oricon)                                   | 39             |
| Новая Зеландия (RMNZ)                             | 23             |
| Норвегия (VG-lista)                               | 25             |
| Швеция (Sverigetopplistan)                        | 40             |
| Швейцария (Schweizer Hitparade)                   | 77             |
| Швейцария (Schweizer Hitparade) · Special Edition | 25             |
| Великобритания (UK Albums Chart)                  | 10             |
| Великобритания (UK R&B Albums Chart)              | 1              |
| США (Billboard 200)                               | 2              |
| США (Billboard Top R&B/Hip-Hop Albums)            | 1              |
| Чарт (2002)                                       | Высшая позиция |
| США (Billboard Top Catalog Albums)                | 3              |

### Годовые чарты
| Чарт (1999)                            | Позиция |
| -------------------------------------- | ------- |
| Канада (RPM)                           | 69      |
| Великобритания (OCC)                   | 64      |
| США (Billboard 200)                    | 22      |
| США (Billboard Top R&B/Hip-Hop Albums) | 13      |

| Чарт (2000)                            | Позиция |
| -------------------------------------- | ------- |
| Канада (Nielsen SoundScan)             | 95      |
| Великобритания (OCC)                   | 44      |
| США (Billboard 200)                    | 54      |
| США (Billboard Top R&B/Hip-Hop Albums) | 64      |

| Чарт (2001)                                   | Позиция |
| --------------------------------------------- | ------- |
| Бельгия (Ultratop Flanders) · Special Edition | 56      |
| Канада R&B Albums (Nielsen SoundScan)         | 73      |
| Канада Rap Albums (Nielsen SoundScan)         | 36      |
| Великобритания (OCC)                          | 84      |

| Чарт (2002)                                   | Позиция |
| --------------------------------------------- | ------- |
| Канада Alternative Albums (Nielsen SoundScan) | 127     |

## Сертификации
| Регион | Сертификация  | Продажи    |
| --- | ------------- | ---------- |
| Австралия (ARIA) | Платиновый    | 70 000^    |
| Канада (Music Canada) | 2× Платиновый | 200 000^   |
| Латвия (LaMPA) | Золотой       | 4,000*     |
| Нидерланды (NVPI) | Золотой       | 50 000^    |
| Новая Зеландия (RMNZ) | Платиновый    | 15 000^    |
| ЮАР (RISA) | Золотой       | 25 000*    |
| Швейцария (IFPI Switzerland)                                                                                             | Золотой       | 25 000^    |
| Великобритания (BPI) | 3× Платиновый | 1,100,000  |
| США (RIAA) | 5× Платиновый | 6,597,000  |
| Итого |               |            |
| Европа (IFPI) | Платиновый    | 1 000 000* |
| * Данные о продажах приведены только на основе сертификации. ^ Данные о тиражах приведены только на основе сертификации. |               |            |